# Powiat łaski
Powiat łaski – powiat w Polsce (w zachodniej części województwa łódzkiego), utworzony w 1999 roku w ramach reformy administracyjnej. Jego siedzibą jest miasto Łask.
Według danych  z 31 grudnia 2020 roku powiat zamieszkiwało 49 736 osób.

## Geografia

### Położenie i obszar
Powiat łaski ma obszar 618,23 km².
Powiat stanowi 3,39% powierzchni województwa łódzkiego.

### Podział administracyjny
W skład powiatu wchodzą:
- gminy miejsko-wiejskie: Łask
- gminy wiejskie: Buczek, Sędziejowice, Widawa, Wodzierady
- miasta: Łask

| lp.   | Herb | Gmina        | siedziba     | powierzchnia (km²) | ludność | gęstość zaludnienia (osób/km²) |
| ----- | ---- | ------------ | ------------ | ------------------ | ------- | ------------------------------ |
| 1     |      | Buczek       | Buczek       | 92,2               | 5095    | 55                             |
| 2     |      | Łask         | Łask         | 145,4              | 27530   | 192                            |
| 3     |      | Sędziejowice | Sędziejowice | 120,0              | 6343    | 54                             |
| 4     |      | Widawa       | Widawa       | 178,3              | 7272    | 42                             |
| 5     |      | Wodzierady   | Wodzierady   | 82,3               | 3496    | 41                             |
| Razem | –    | 5            | 5            | 618,2              | 49 736  | 77                             |

Powiat łaski graniczy z sześcioma powiatami województwa łódzkiego: zduńskowolskim, poddębickim, pabianickim, bełchatowskim, wieluńskim i sieradzkim.

## Demografia

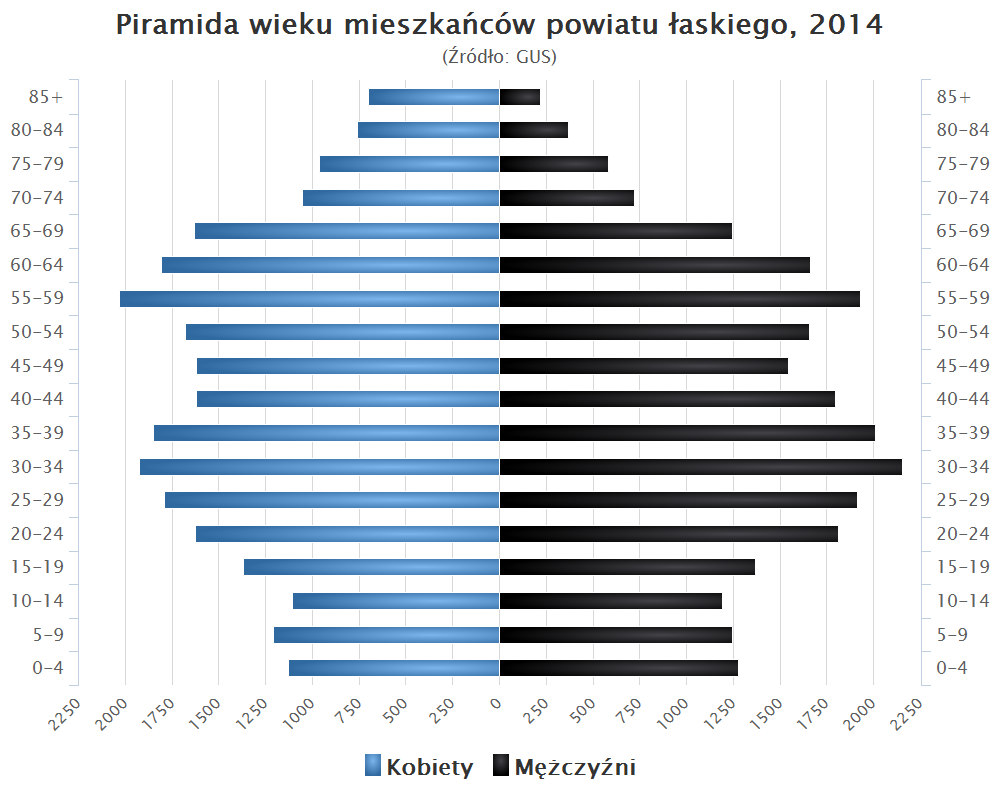
Piramida wieku mieszkańców powiatu łaskiego w 2014 roku

Liczba ludności (dane z 31 grudnia 2007):
|        | Ogółem | Ogółem | Kobiety | Kobiety | Mężczyźni | Mężczyźni |
| osób   | %      | osób   | %       | osób    | %         |           |
| ------ | ------ | ------ | ------- | ------- | --------- | --------- |
| Ogółem | 50 813 | 100    | 26 019  | 51,21   | 24 794    | 48,79     |
| Miasto | 18 624 | 36,65  | 9839    | 19,36   | 8785      | 17,29     |
| Wieś   | 32 189 | 63,35  | 16 180  | 31,84   | 16 009    | 31,51     |

▶Wieś vs ▶miasto
Ogółem (▶k, ▶m)
Miasto (▶k, ▶m)
Wieś (▶k, ▶m)

## Starostowie łascy
Na podstawie źródła:
- Mirosław Szafrański (9 grudnia 1998 – 23 listopada 2006)
- Cezary Gabryjączyk (23 listopada 2006 – 24 lutego 2015)
- Teresa Agnieszka Wesołowska (24 lutego 2015 – 19 listopada 2018)
- Piotr Paweł Wołosz (19 listopada 2018 – nadal)